# Ian Pons Jewell
Ian Pons Jewell (7 de diciembre de 1984, Menorca, España) es un director de videos musicales, comerciales y cortometrajes de nacionalidad inglesa-española.

## Biografía
Nació en las Islas Baleares, en España. Su padre es español y su madre inglesa. Vivió sus primeros años en España y luego se trasladó a Inglaterra, en donde vivió establemente hasta sus 25 años.
Comenzó haciendo videos musicales de bajo presupuesto en Londres. Ahí dirigió videoclips para Crystal Fighters, Tinie Tempah y Dj Shadow. Sin embargo, luego de una época poco exitosa, decidió viajar a Sudamérica. En Bolivia, trabajó junto a la vocalista de la banda Landshapes, con quien filmó el videoclip para la canción "In limbo". Posteriormente, dirigió el videoclip "La la la" del también inglés Naughty Boy, un video ambientado en las ciudades de La Paz, Potosí y el Salar de Uyuni.
El buen recibimiento de "La la la" y la simpatía que Ian sintió por Bolivia, hicieron que se quedara en el país para realizar otras producciones, como el video del tema "Hambre", interpretado por Gepe y Wendy Sulca, el video del tema "Dojo Rising" de la banda Cloud Control, así como el video de la canción "Another" para la banda Seekae. Su trabajo ha sido reconocido en eventos como los UK Music Video Awards, los Music Of Black Origin (MOBO) Awards, el festival de cine Camerimage y los BRIT Awards. Igualmente, su videocilp para la canción "Rollerblades" de la banda Kwes fue reconocido como uno de los 10 mejores videos del año según la plataforma IMVDb.

## Obra[5]

### Comerciales
- Otelo
- Firetrap - Fashion Film
- Lebara_Child's Play
- ADIDAS_all in
- ADIDAS_16 Days

### Videos musicales
- Nimmo
- Valentino Khan
- Rejjie Snow - Blakkst Skn
- NAO - Bad Blood
- Vince Staples - Señorita
- Seekae - Stars Below
- Paolo Nutini - One Day
- Odesza - Say My Name
- Naughty Boy Ft. Sam Romans
- Kwes - Rollerblades
- Seekae - Another
- Cloud Control - Dojo Rising
- Naughty Boy Ft. Sam Smith
- Landshapes - In Limbo
- Vessels - Helioscope
- Kwes - Bashful
- DJ Shadow - I'm Excited
- Jargon Ft. Tinie Tempah
- Telemachus - Tennis Season
- Jehst - Starting Over
- Q Unique - Green Grass
- Teef - Out To Lunch
- Sevdaliza- Hear my pain heal

### Cortometrajes
- Angels
- 1/4"
- Dreamt In Flesh
- The Circus
- Elephants and Castles

## Premios y nominaciones

### Videoclip "La La La" Naughty Boy Ft. Sam Smith
| Año  | Premios               | Categoría            | Resultado |
| ---- | --------------------- | -------------------- | --------- |
| 2013 | MOBO Awards           | Best Video           | Ganador   |
| 2013 | MOBO Awards           | Best Song            | Ganador   |
| 2013 | UK Music Video Awards | VEVO Best New Artist | Ganador   |
| 2013 | UK Music Video Awards | Best Urban Video     | Candidato |
| 2013 | UK Music Video Awards | Youtube Breakthrough | Candidato |
| 2013 | UK Music Video Awards | Best Director        | Candidato |

### Videoclip "Disappoint you" Jargon Va Ft. Tinie Tempah
| Año  | Premios                          | Categoría        | Resultado |
| ---- | -------------------------------- | ---------------- | --------- |
| 2012 | London Independent Film Festival | Best Music       | Ganador   |
| 2011 | UK Music Video Awards            | Best Urban Video | Ganador   |

### Cortometraje 1/4''
| Año  | Premios               | Categoría      | Resultado |
| ---- | --------------------- | -------------- | --------- |
| 2011 | Maverick Movie Awards | Best Animation | Candidato |

### Director Ian Pons Jewell
| Año  | Premios               | Categoría         | Resultado |
| ---- | --------------------- | ----------------- | --------- |
| 2011 | UK Music Video Awards | Best New Director | Candidato |